# Инструкции не прилагаются
«Инструкции не прилагаются» (исп. No se aceptan devoluciones; англ. Instructions Not Included) — мексиканский комедийно-драматический фильм 2013 года режиссёра Эухенио Дербеса, который также сыграл главную роль.

## Сюжет
Валентин Браво с детства боялся абсолютно всего: от падения с высоты до пауков. Его отец, Хуан "Джонни" Браво, пытался вырастить сына бесстрашным, для этого он учил Валентина ходить походкой паука и сбросил его с высокого утеса известного как Ла-Кебрада. Однажды, после того как отец Валентина запер его в склепе на кладбище, он обиделся на отца и убежал, заявляя, что больше не любит его.
Проходят годы. Взрослый Валентин является местным плейбоем в родном Акапулько и пытается переспать с каждой женщиной, которая встретиться ему на пути. Однажды к нему приходит девушка по имени Джули, с которой за два года до этого у Валентина был курортный роман. Она приводит с собой ребёнка, утверждая, что это его дочь. Джули, попросив у Валентина деньги за такси, сбегает, оставив ребёнка ему. Получив телефонный звонок от Джули, в котором та говорит, что воспитывать ребёнка она не готова, Валентин сразу отправляется в аэропорт, чтобы попытаться вернуть ребёнка матери, но догнать её не успевает.
Валентин узнает, что ребёнка зовут Мэгги, и по фотографии Джули понимает, что её надо искать в одном из мотелей США. Валентин с Мэгги отправляются в путь. Валентин находит тот самый мотель, и пытается отыскать Джули. Тем не менее он замечает Мэгги, ползущую к бассейну, и тут же выпрыгивает с 10-метровой высоты, чтобы спасти дочь. Один из свидетелей этого события нанимает Валентина на работу каскадёром.
Проходят 6 лет жизни Валентина с Мэгги. У него хорошо оплачиваемая работа и красивый дом. Валентин, являясь одним из лучших каскадёров Голливуда, до сих пор не знает английского языка, и поэтому дочь помогает ему, как переводчик. Во время визита к врачу Валентин узнаёт, что лечение Мэгги не работает, и та в ближайшее время умрёт. Информацию о том, что мать Мэгги её бросила, Валентин от дочери скрывает, более того, он пишет от имени матери еженедельные письма для Мэгги, в которых подробно рассказывает обо всех её приключениях и подвигах. Несмотря ни на что Мэгги хочет встретиться с матерью, и поэтому Валентин обращается к своему продюсеру, чтобы тот подыскал ему актрису для роли «Джули». Однако вскоре Валентин получает звонок от Джули, в ходе которого та сообщает, что находится в Лос-Анджелесе и хочет встретиться.
Джули решает остаться на несколько дней в Лос-Анджелесе вместе с Мэгги, быстро проникшись большой любовью к своей дочери. Она хочет познакомить их со своим партнером, которым оказывается женщина по имени Рене. Зная образ матери, который Валентин составил для Мэгги, Джули не стесняется говорить девочке, что все это ложь, придуманная её отцом. Через несколько дней Джули прощается, так как они должны вернуться в Нью-Йорк, обещая вернуться через несколько дней, и посещать её на регулярной основе. Однако вскоре после этого, Валентин получает уведомление, где бывшая любовница подала на него в суд, чтобы получить полную опеку над Мэгги.
Несмотря на то, что Джули ясно, что он любящий отец, она не стесняется указывать, на недостатки:  его неспособность говорить по-английски и тот факт, что он работает дублёром, подчёркивая, что по сравнению с этим то, что она бросила свою дочь, незначителен. Валентин, решив не потерять дочь, уходит из карьеры и ищет более безопасную работу; Фрэнк, единственный человек, который знает секрет, настаивает на том, что если он раскроет диагноз врача, судья не осмелится разлучить их, но отец непреклонен в том, чтобы никогда не раскрывать его. В итоге судья решает, что девочка должна остаться с отцом.
После этого мать девочки доказывает, что Валентин на самом деле не биологический отец, он просто тот, кого она решила обмануть, чтобы избавиться от неё. С тестом на отцовство ей удалось получить опеку. Валентин и Мэгги решают сбежать в Мексику, где он обещает ей, что она, наконец, сможет встретиться со своим дедом, о котором она слышала так много историй, и с которым он хочет помириться. По приезде они узнают, что Джонни давно скончался, заставляя своего сына признать, что с тех пор, как Мэгги пришла в его жизнь, он понял мотивы поведения своего отца и как сильно он сожалеет, что так и не смог помириться с ним.
Джули и Рене угрожают директору Валентина, неоднократно заявляющему, что тот не знает, где отец и дочь, пытаясь заставить его раскрыть местонахождение Валентина. В конце концов он взрывается и заявляет, что Валентин просыпался каждый день, не зная, будет ли это последний день, когда он увидит свою дочь, но подробности не раскрываются на экране. Джули находит Валентина и Мэгги на пляже и неожиданно отбрасывает свои попытки получить опеку. Вместо этого все трое проводят время в Акапулько как обычная семья, а за кадром Валентин рассказывает, как врачи иногда могут обнаружить порок сердца, лекарства от которого нет, и это может в любое время убить пациента. Пока Валентин и Джули сидят на пляже, Мэгги засыпает на коленях у родителей, и мирно уходит из жизни.
Год спустя Валентин гуляет по пляжу с собакой. Теперь он понимает мотивы своего отца в желании дать ему смелость, готовя его к встрече с трудностями, и выражает благодарность Мэгги за то, что она научила его смотреть жизни в лицо. Фильм заканчивается видением, как Мэгги играет на небесах со своим дедом, а Валентин приходит к выводу, что даже в их отсутствие его отец и дочь продолжают учить его смотреть в лицо жизни.

## В ролях
- Эухенио Дербес — Валентин Браво
- Джессика Линдси — Джули
- Лорето Перальта — Мэгги
- Даниель Раймонт — Фрэнк Райан
- Алессандра Росальдо — Рене
- Уго Стиглиц — Джонни Браво
- Сэмми Перес — Сэмми
- Арселия Рамирес — Дейзи
- Агустин Берналь — Лупе
- Роса Глория Шагоян — Лола
- Карла Соуса — Джеки
- Маргарита Уинн — София
- Арап Бетке — адвокат Валентина
- Данни Лопес — Джонни Депп / ацтекский человек
- Родриго Масса — агент ФБР

## Ремейк
В 2016 году вышел франко-британский ремейк фильма «2+1».